# Géopélie à nuque rousse
Geopelia humeralis
Espèce
Statut de conservation UICN

 LC  : Préoccupation mineure
La Géopélie à nuque rousse (Geopelia humeralis) est une espèce de pigeons de la famille des Columbidae

## Description

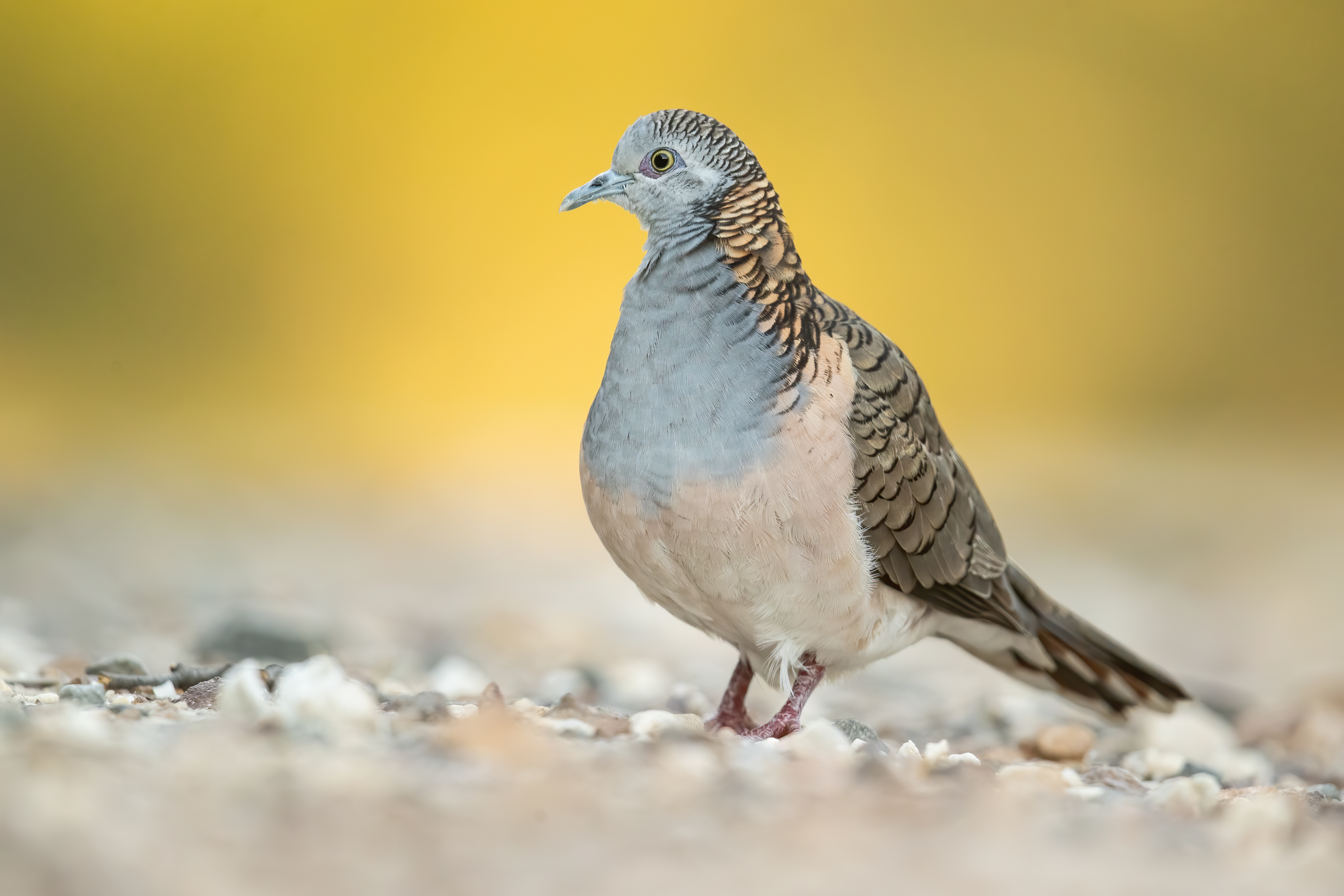
Une géopélie à nuque rousse en Nouvelle-Galles du Sud, Australie. Octobre 2020.

Cet oiseau mesure 26 à 31 cm pour une masse de 110 à 140 g.

## Répartition
Il est originaire d’Indonésie, de Nouvelle-Guinée et d’Australie.

## Parasites

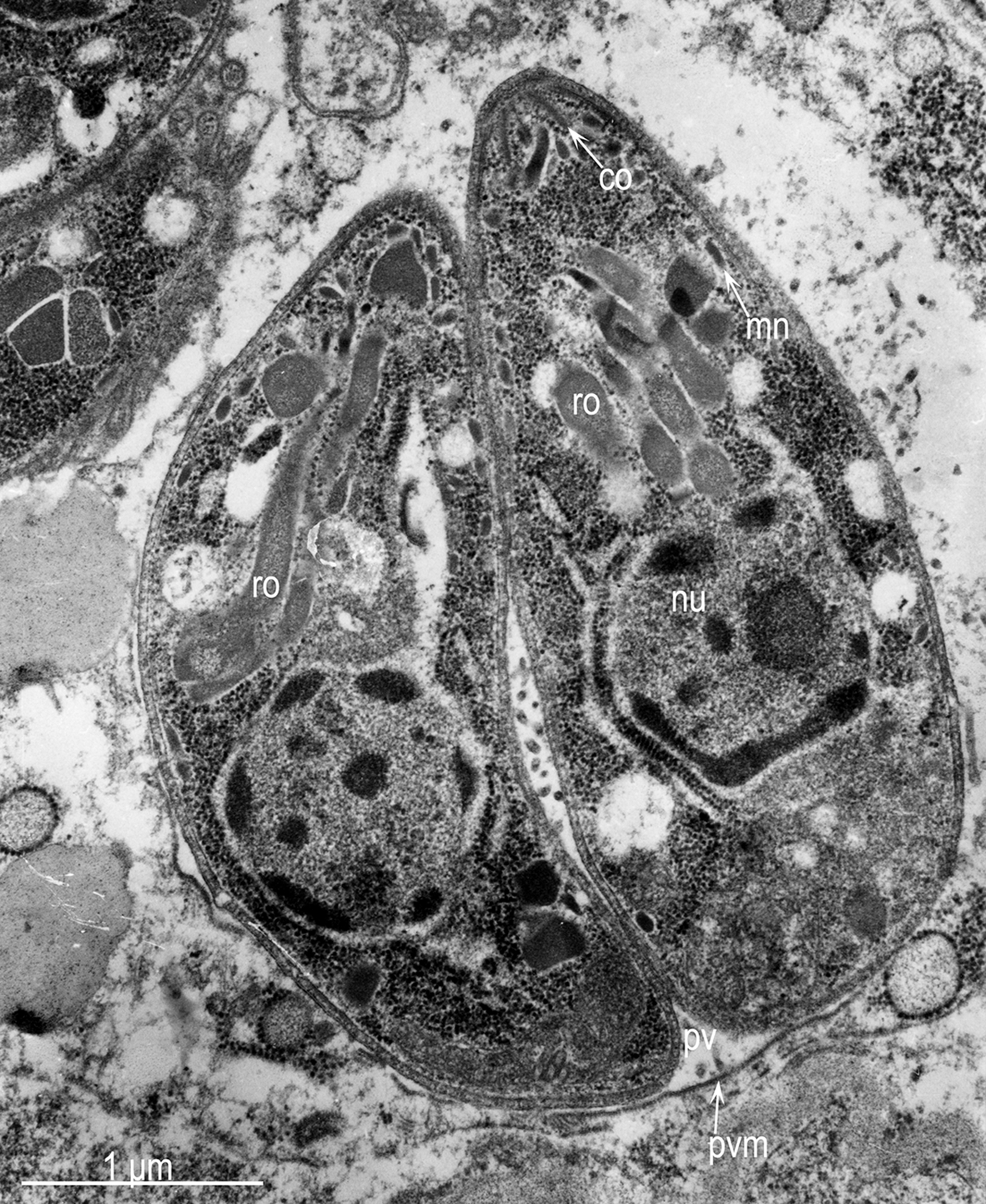
Toxoplasma gondii

Une géopélie à nuque rousse a été trouvée infectée par Toxoplasma gondii, l'agent de la toxoplasmose, au Parc zoologique de Clères en France.

## Sous-espèces
Selon Peterson
- Geopelia humeralis gregalis Bangs & Peters,JL 1926
- Geopelia humeralis headlandi Mathews 1913
- Geopelia humeralis humeralis (Temminck) 1821
- Geopelia humeralis inexpectata Mathews 1912